# Вурманкасинское сельское поселение
Вурманкаси́нское се́льское поселе́ние (чув. Вăрманкасси ял тăрăхĕ) — муниципальное образование в Вурнарском районе Чувашии Российской Федерации.
Административный центр — деревня Вурманкасы.

## История
Статус и границы сельского поселения установлены Законом Чувашской Республики от 24 ноября 2004 года № 37 «Об установлении границ муниципальных образований Чувашской Республики и наделении их статусом городского, сельского поселения, муниципального района и городского округа».

## Население
| 2010  | 2012  | 2013  | 2014  | 2015  | 2016  | 2017  |
| ----- | ----- | ----- | ----- | ----- | ----- | ----- |
| 1246  | ↘1207 | ↘1201 | ↘1193 | ↘1158 | ↘1149 | ↘1126 |
| 2018  | 2019  | 2020  | 2021  |       |       |       |
| ↘1090 | ↘1085 | ↘1083 | ↘1051 |       |       |       |

## Состав сельского поселения
| № | Населённый пункт | Тип населённого пункта          | Население |
| - | ---------------- | ------------------------------- | --------- |
| 1 | Вурманкасы       | деревня, административный центр | ↗589      |
| 2 | Кадыши           | село                            | ↗154      |
| 3 | Сендимиркино     | деревня                         | ↗620      |